# Docteur Bataille
Cet article court présente un sujet plus développé dans : Léo Taxil, Charles Hacks et Affaire Léo Taxil.
Docteur Bataille est le pseudonyme collectif utilisé par Léo Taxil et Charles Hacks pour signer Le Diable au XIXe siècle, écrit littéraire anti-maçonnique français publié en 1895.
 (décembre 2023).
Si vous disposez d'ouvrages ou d'articles de référence ou si vous connaissez des sites web de qualité traitant du thème abordé ici, merci de compléter l'article en donnant les références utiles à sa vérifiabilité et en les liant à la section « Notes et références ».